# Kim Čan-ti
Kim Čan-ti (* 15. června 1991) je korejská zápasnice-judistka.

## Sportovní kariéra
Připravuje se na univerzitě v Jonginu. V jihokorejské seniorské reprezentaci se pohybuje od roku 2009 v lehké váze do 57 kg a v průběhu let se vypracovala v její oporu. Na vrcholných akcích mistrovství světa a olympijských her však své pozice asijské dvojky (tj. za Japonkami) nepotvrzuje. V roce 2012 se kvalifikovala na olympijské hry v Londýně. V úvodním kole porazila na praporky tzv. hantei svojí velkou rivalku Mongolku Sumiju. Ve druhém kole však narazila na zkušenou Italku Giulii Quintavalleovou. V polovině zápasu prohrávala po dvou napomenutích na yuko a v závěru, kdy nastupovala do chvatu z různých pozic jí Italka kontrovala na ippon.
V roce 2016 se kvalifikovala na olympijské hry v Riu opět především výsledky ve světovém poháru. Na úvod sezony vyhrála prestižní turnaj v Paříži. V Riu však proti ní stála v úvodním kole domácí hvězda Brazilka Rafaela Silvaová, která jí minutu před koncem poslala zalamovákem ko-soto-gake na wazari a bodový náskok soupeřky do konce zápasu nesmazala.

### Vítězství na mezinárodních turnajích
- 2010 - 2x světový pohár (Ulánbátar, Taškent)
- 2011 - 2x světový pohár (Ulánbátar, Čching-tao)
- 2015 - 4x světový pohár (Tchaj-pej, Taškent, Abú Zabí, Čedžu)
- 2016 - 1x světový pohár (Paříž)

## Výsledky
| Turnaj            | 2009       | 2010       | 2011       | 2012       | 2013       | 2014       | 2015       | 2016       |
| Turnaj            | 18         | 19         | 20         | 21         | 22         | 23         | 24         | 25         |
| Turnaj            | lehká váha | lehká váha | lehká váha | lehká váha | lehká váha | lehká váha | lehká váha | lehká váha |
| ----------------- | ---------- | ---------- | ---------- | ---------- | ---------- | ---------- | ---------- | ---------- |
| Olympijské hry    |            |            |            | úč.        |            |            |            | úč.        |
| Mistrovství světa | —          | úč.        | úč.        |            | úč.        | —          | úč.        |            |
| Asijské hry       |            | 2.         |            |            |            | 2.         |            |            |
| Mistrovství Asie  | —          |            | 2.         | 3.         | 2.         |            | 3.         | 2.         |
| Univerziáda       | —          |            | 2.         |            | —          |            | 3.         |            |
| MS juniorů        | úč.        | úč.        |            |            |            |            |            |            |